# Постминимализм

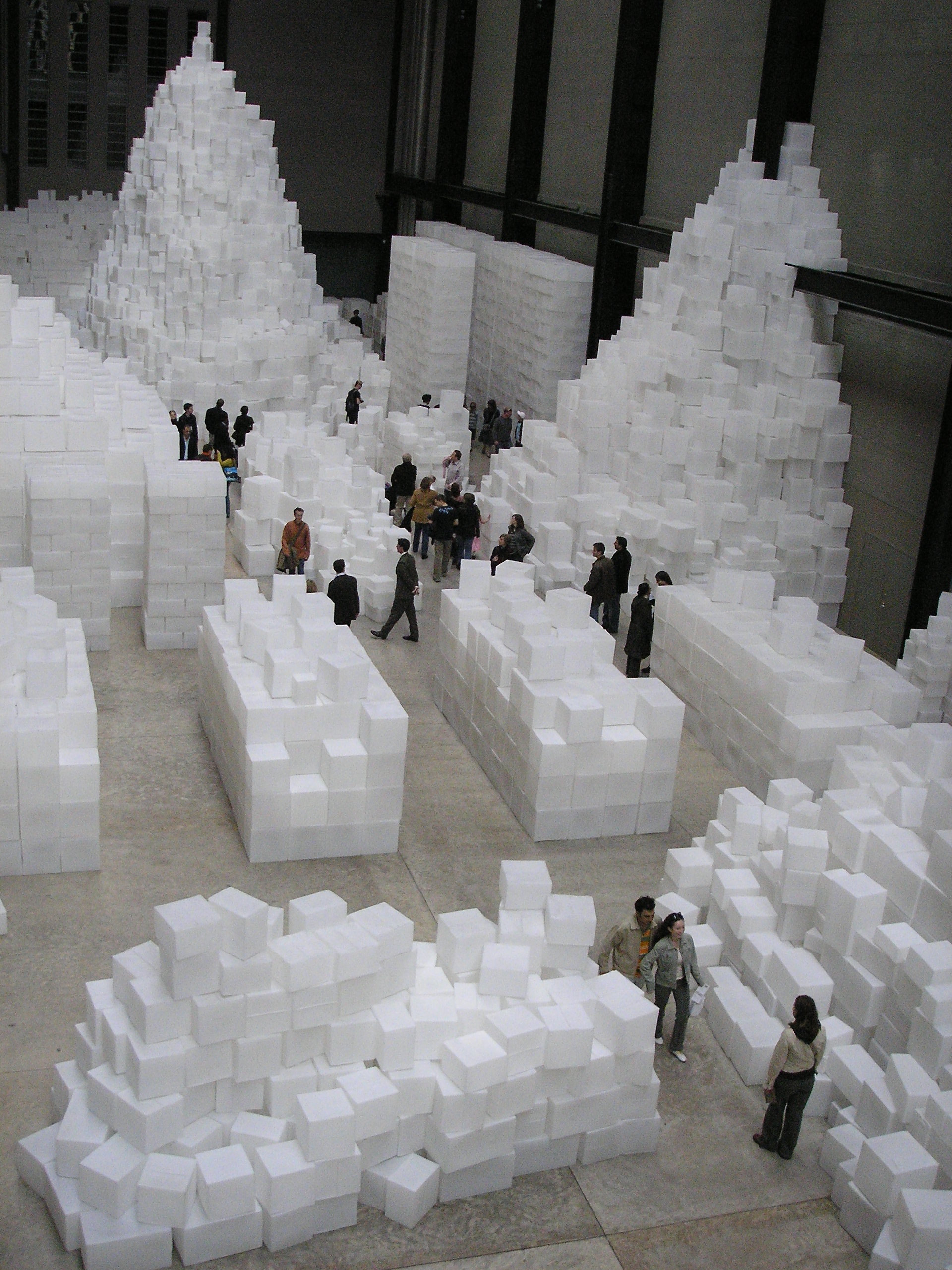
Р. Уайтред. Будущее Лондона (2006)

Постминимали́зм — искусствоведческий термин, вошедший в оборот в начале 1970-х годов для описания особой тенденции в различных сферах искусства, которая отталкивалась от предшествующего ей минимализма — как в стремлении его развить (через сохранение приверженности формальной простоте), так и наоборот преодолеть (стремясь к более широкому смысловому наполнению).
Этот термин чаще всего употребляется для описания соответствующих направлений в музыке и изобразительном искусстве, хотя также может быть использован в отношении любой другой сферы деятельности, широко использующей минималистические техники, — и прежде всего, в отношении дизайна и архитектуры.

## В изобразительном искусстве
Появление постминимализма в изобразительном искусстве как продолжение минимализма относят к концу 1960-х годов. Под этим термином объединились различные, иногда взаимоисключающие, направления, объединённые общим стремлением преодолеть недостатки предшествующего стиля. В частности, к постминимализму относят такие направления как боди-арт, предметно-ориентированное искусство и некоторые проявления концептуального искусства. Произведения могли быть представлены в форме скульптуры, перформанса, инсталляции.
Первым показом работ постминимализма считается организованная Люси Липард в Нью-Йорке в 1966 году выставка «Эксцентрическая абстракция» (Eccentric Abstraction), в которой приняли участие Ева Гессе, Луиза Буржуа и Брюс Науман. Название «постминимализм» новому направлению дал критик Роберт Пинкус-Виттен, сделавший обзор проведённой выставки и заметивший в работах художников отрицание принципов минимализма. В широкое употребление термин вошёл в 1969 году во время выставки Anti-Illusion: Procedures/Materials в Музее американского искусства Уитни. Чуть ранее, в декабре 1968 года произведения постминимализма были показаны на выставке 9 at Castelli в Нью-Йорке, а в 1969 году — на выставках When Attitudes Become Form в Лондоне и Берне.
В качестве противоположных целей художников, причисляемых к минимализму, можно назвать, например, стремление одних создавать нерепрезентативные, лишённые авторского влияния, но полностью материальные произведения, в то время как другие стремились вернуть в них экспрессию, от которой, протестуя против абстрактного экспрессионизма, отказались художники минимализма.
В выборе художественных средств художники постминимализма также двигались в разных направлениях. Одни стояли на отрицании формы, отвергая использование готовых материалов и старая придать работам естественное, словно не подвергавшееся воздействию художника состояние. Другие, также отрицая готовый материал, признавали форму и пытались наполнить произведения своими чувствами. Третьи считали, что выбор материала зависит от предмета. Четвёртые в поисках новых отношений между произведением и его местонахождения вышли на новые территории (направления предметно-ориентированного искусства, ленд-арта, энвайронмента). Одним из способов создания произведений были случайные процессы.
В книге Postminimalism to Maximalism: American Art, 1966–1986 (1987) Пинкус-Виттен выделил три направления развития постминимализма:
- живописно-скульптурный (с 1968 года);
- эпистемологический (с 1970 года);
- онтологический (с 1968 года).

Для первого направления характерен поиск новых материалов, в том числе использование тех, что были отвергнуты в минимализме, например, верёвки и латекс. Второе направление занималось переосмыслением соотношения теории и практики творчества, примером чему произведения Сола Левитта, которые описывались художником только на словах, но могли быть воспроизведены по описанию другим лицом. Третье направление сконцентрировалось на выражении идей через тело художника, проявлениям чего стали перформансы, концептуальный театр и боди-арт.
Постминимализм занимал заметное место в художественном мире на протяжении 1970-х годов, а затем интерес к нему пошёл на спад.

### Художники
- Ричард Вентворт (англ.)
- Ханна Вильке (англ.)
- Ева Гессе
- Феликс Гонсалес-Торрес
- Аниш Капур
- Вольфганг Лайб
- Брюс Науман
- Габриель Ороско
- Дамиан Ортега
- Мартин Пурьер
- Чарльз Рэй
- Кит Соннье
- Ричард Таттл
- Сесиль Тучон
- Рэйчел Уайтред
- Том Фридман
- Мона Хатум
- Дэмиен Хёрст
- Джоэл Шапиро

### Коллекции
Произведения постминимализма находятся в следующих музеях:
- Музей Гуггенхайма (Нью-Йорк, США);
- Национальная академия дизайна (Нью-Йорк, США)[7];
- Музей искусств Крайслера (Норфолк, штат Виргиния, США)[7];
- Музей искусств Блантона (Остин, штат Техас, США)[7];
- Детройтский институт искусств (Детройт, штат Мичиган, США)[7];
- Serralves (Порту, Португалия)[7];
- Museion (Больцано, Италия)[7];
- Даремский университет (Дарем, Великобритания)[7];
- Borusan Contemporary (Стамбул, Турция)[7].

## В музыке
Музыкальный критик и публицист Кайл Ганн (Kyle Gann) использует термин постминимализм для описания музыкального стиля, получившего распространение в 1980—1990-е годы и характеризующегося следующими чертами:
- равномерная ритмическая пульсация по всему ходу композиции;
- преимущественно диатонический звуковысотный материал, тональный по своей сути, но избегающий традиционных тональных функций;
- равномерность динамики, отсутствие как сильных кульминаций, так и подчёркнутой эмоциональности;
- в отличие от минимализма, избегание явного или линейного формообразования.

Минималистические техники (вроде наложения или вычитания музыкальных слоёв) также распространены и в постминимализме, хотя и в присущей ему замаскированной форме. Кроме того, этот стиль известен интеграцией влияний из популярной и народной музыки (Балинезийский гамелан, блюграсс, индийская рага и т. д.).
Постминимализм можно также характеризовать отрицательно: как полную противоположность сериализму. Как и сериалисты, постминималисты были склонны искать целостный музыкальный язык, полноценный синтаксис для сочинения музыки. Но тогда как синтаксис сериалистов характеризовался обрывочностью, угловатостью и аритмией, постминималисты стремились к плавному, линейному, мелодичному, мягко ритмичному, доступному синтаксису. Рождённое в 1940-е годы, поколение постминималистов выросло, изучая сериализм, и усвоило многое из его ценностей. Минимализм вдохновил их к поиску более доступной для аудитории музыки, но они всё ещё осмысляли музыку в терминах, пришедших из 12-тоновой идиомы: как язык, призванный обеспечить внутреннюю целостность формы.
Тот же музыкальный критик Ганн описывает движение, "параллельное постминимализму", которое он называет "тотализмом" (англ. totalism; это понятие не является общепринятым в музыкальной науке).

### Композиторы
- Луи Андриссен
- Джон Адамс
- Томас Альберт
- Бэт Андерсон
- Дэвид Борден
- Нили Брюс
- Гэвин Брайерс
- Мэрри Эллен Чайлдс
- Пол Дрешер
- Уильям Дакворт
- Кайл Ганн
- Питер Гарленд
- Дженисс Гитек
- Камран Инс
- Гай Клюсевсек
- Джонатан Крамер
- Пол Лански
- Элоди Лотэн
- Мэри Джейн Лич
- Дэниел Лэнц
- Джон МакГуайр
- Ингрэм Маршалл
- Беата Мун
- Полина Оливерос
- Мэгги Пэйн
- Макс Рихтер
- Стивен Скотт
- Кристин Саутворт
- Майкл Торки
- Скотт Анрейн
- Майкл Уоллер
- Джулия Вольф
- Гленн Бранка
- Рис Чатем
- Бен Фрост
- Кевин Воланс
- Петер Махайдик
- Филл Ниблок
- Ричи Хотин
- Майкл Найман
- Михаил Чекалин
- Павел Карманов
- Батагов Антон
- Владимир Мартынов
- Дмитрий Батин
- Dvar[9]
- Caprice[9]
- Cyclotimia[9]